# Стара Камйонка (Сокульський повіт)
Стара Камйонка (пол. Stara Kamionka) — село в Польщі, у гміні Сокулка Сокульського повіту Підляського воєводства.
Населення — 583 особи (2011).
У 1975-1998 роках село належало до Білостоцького воєводства.

## Демографія
Демографічна структура станом на 31 березня 2011 року:
|          | Загалом | Допрацездатний вік | Працездатний вік | Постпрацездатний вік |
| -------- | ------- | ------------------ | ---------------- | -------------------- |
| Чоловіки | 298     | 49                 | 214              | 35                   |
| Жінки    | 285     | 50                 | 142              | 93                   |
| Разом    | 583     | 99                 | 356              | 128                  |